# Golden Prince
Die Golden Prince war ein 1973 bei der Schiffswerft K.K. Usuki Iron Works Saiki, Japan, gebautes Fährschiff, welches 1991 zum Kreuzfahrtschiff umgebaut wurde. Ursprünglich war es unter dem Namen Whakashio Maru in Fahrt.

## Geschichte

### Whakashio Maru
Das Schiff wurde 1973 von einer japanischen Reederei in Dienst gestellt und in den darauffolgenden Jahren für diverse Fähreinsätze rund um Japan eingesetzt.

### Sun Flower 7
1979 wurde das Schiff an Kansai Kisen KK, Osaka, verkauft und in Sun Flower 7 umbenannt.

### Apollon
1991 kaufte Epirotiki Lines SA, Piräus, Griechenland, das Schiff und benannte es in Apollon um. Es wurde in ein Kreuzfahrtschiff umgebaut, wobei die Passagierkapazität von 805 auf 500 herabgesenkt wurde.

### Minoan Prince
1995 erfolgte der Verkauf an Minoan Lines Shipping SA, Heraklion. Das Schiff wurde kurzzeitig auf Prince umbenannt. Wenig später erfolgte die Umbenennung in Minonan Prince und die Registrierung des Schiffes auf die Minonan Cruises SA, Heraklion. Am 9. Oktober 2001 wurde das Schiff in Eleusis, Griechenland aufgelegt.

### Golden Prince

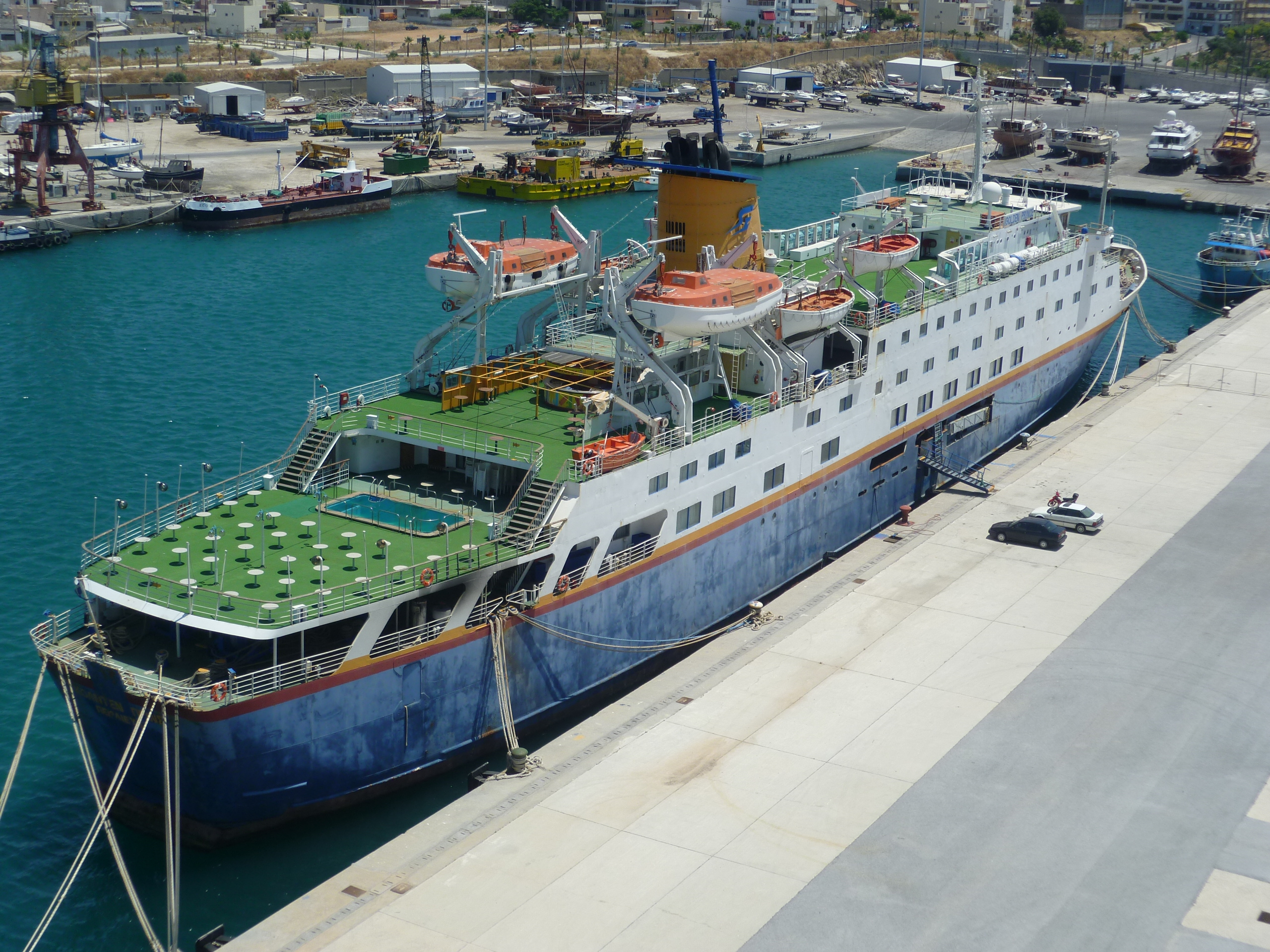
Heckansicht des Schiffes, Juli 2011

Im November 2002 kaufte die griechische Reederei Golden Princess das Schiff und setzte es ab 2003 als Golden Prince für Minikreuzfahrten ab Heraklion ein. Im April 2007 wurde das Schiff zu Werft Neos Molos Dapetsoa nach Piräus geschleppt, wo es in einem Trockendock überholt wurde. Ende April 2007 fuhr es zurück nach Heraklion um von dort wieder den Kreuzfahrtdienst aufzunehmen.

Später durfte der Betreiber das Schiff auf Grund von Verschärfungen von Sicherheitsauflagen nur noch für Eintagesfahrten nach Santorin einsetzten. Seit 2011 lag das Schiff aufgelegt im Hafen von Heraklion. Im April 2014 wurde die Golden Prince nach vier Jahren Aufliegezeit zum Abwracken ins türkische Aliağa verkauft, wo sie am 14. April 2014 eintraf.